# Gaëlle Nayo-Ketchanke
Gaëlle Verlaine Nayo-Ketchanke (Duala, Camerún, 20 de abril de 1988) es una deportista francesa que compite en halterofilia.
Ganó una medalla de bronce en el Campeonato Mundial de Halterofilia de 2017 y cuatro medallas en el Campeonato Europeo de Halterofilia entre los años 2015 y 2021.
Participó en dos Juegos Olímpicos de Verano, ocupando el octavo lugar en Río de Janeiro 2016 (75 kg) y el quinto en Tokio 2020 (87 kg).

## Palmarés internacional
| Campeonato Mundial | Campeonato Mundial       | Campeonato Mundial | Campeonato Mundial |
| Año                | Lugar                    | Medalla            | Categoría          |
| ------------------ | ------------------------ | ------------------ | ------------------ |
| 2017               | Anaheim (Estados Unidos) | Medalla de bronce  | 75 kg              |
| Campeonato Europeo |                          |                    |                    |
| Año                | Lugar                    | Medalla            | Categoría          |
| 2015               | Tiflis (Georgia)         | Medalla de plata   | 75 kg              |
| 2016               | Førde (Noruega)          | Medalla de plata   | 75 kg              |
| 2018               | Bucarest (Rumania)       | Medalla de plata   | 75 kg              |
| 2021               | Moscú (Rusia)            | Medalla de plata   | 81 kg              |